# Attilio Teruzzi
Attilio Terlizzi (Milan, 5 mai 1882 - Procida, 26 avril 1950) était un général et homme politique italien. Il a été ministre de l'Afrique italienne, gouverneur de la Cyrénaïque et a reçu la médaille d'argent de la valeur militaire.

## Biographie
Il commence ses études militaires et en 1911, en tant qu'officier de carrière, il participe à la guerre italo-turque, réussissant à conquérir Misurata, une action qui lui vaut une médaille de bronze. Resté en Libye, il entre victorieusement à Nalut et est blessé au combat dans le Fezzan, obtenant cette fois une médaille d'argent. Pendant la Première Guerre mondiale, Teruzzi a été promu capitaine et, en 1916, il a reçu une autre décoration.
Il était membre de la franc-maçonnerie.
En 1920, il quitte l'armée pour rejoindre le parti national fasciste, dont il est nommé secrétaire adjoint en 1921. L'année suivante, il est l'un des architectes de la marche sur Rome et dirige les escadrons d'Émilie-Romagne vers la capitale. En 1924, il a été élu député pour la première fois et a été reconfirmé en 1929 et 1934.
Sous-secrétaire au ministère de l'intérieur de 1925 à 1926, il est gouverneur de la Cyrénaïque de 1926 à 1928. En 1929, il devient chef d'état-major de la Milizia Volontaria per la Sicurezza Nazionale jusqu'en 1935. Il a atteint le rang de lieutenant général.
En 1937, il retourne au gouvernement en tant que sous-secrétaire au ministère des Colonies. Pendant la guerre civile espagnole, Mussolini le nomme lieutenant général et inspecteur des troupes. En 1939, devenu conseiller national de la Camera dei Fasci e delle Corporazioni, il est nommé ministre de l'Afrique italienne, succédant à Mussolini - qui avait assuré l'intérim après Alessandro Lessona -, jusqu'au 25 juillet 1943
Après le 8 septembre 1943 et l'armistice de Cassibile, il rejoint la République sociale italienne, sans occuper de postes importants.
Le 29 avril 1945, la radio annonce l'exécution de Mussolini et de quelques hiérarques fascistes, dont Teruzzi lui-même : en réalité, les partisans avaient exécuté un journaliste allemand, pris pour Teruzzi car il ressemblait beaucoup à l'ancien ministre (ils avaient la même barbe).
Le vrai Teruzzi a été condamné à trente ans de prison et emprisonné sur l'île de Procida. Il meurt sur la même île, vingt jours seulement après sa libération, intervenue prématurément en 1950,.
En 2020, l'historienne italo-américaine Victoria De Grazia a publié un livre sur lui.

## Décorations
- Chevalier Grand-Croix de l'Ordre des Saints-Maurice-et-Lazare
 - Chevalier de l'Ordre militaire de Savoie - 25 avril 1929, R.D. n. 159
 - Chevalier de la Grand-Croix de l'Ordre de la Couronne d'Italie
 - Chevalier de la Grand-Croix de l'Ordre colonial de l'Étoile d'Italie
 - Chevalier de l'ordre souverain militaire et hospitalier de Saint-Jean de Jérusalem, de Rhodes et de Malte
 - 3 médailles d'argent de la valeur militaire
 - Médaille de bronze de la valeur militaire
 - Croix de guerre de la valeur militaire
 - 2 Croix de service distingué - Prix de la valeur militaire
 - 5 Croix de service distingué
 - Croix d'argent pour ancienneté de service (25 ans)
 - Médaille du mérite pour les volontaires de la guerre italo-autrichienne 1915-1918
 - Médaille commémorative de la guerre italo-turque 1911-1912
 - Croix de guerre de la valeur militaire
 - Croix de guerre de la valeur militaire
 - Médaille commémorative de la guerre italo-autrichienne 1915-1918 (3 années)
 - Médaille commémorative de l'Unité italienne
 - Croix d'ancienneté (20 ans) dans la Milice Volontaire pour la Sécurité Nationale
 - Médaille commémorant les opérations militaires en Afrique de l'Est (1935 – 1936, rôles de combattant)
 - Médaille commémorative des volontaires de guerre des opérations militaires en Afrique orientale (1935 - 1936)
 - Médaille commémorative de la campagne d'Espagne (1936-1939)
 - Médaille commémorative de la Marche sur Rome
,

## Ouvrages

### Monographies
- (it) Cirenaica Verde. Due anni di governo. Dicembre 1926 - gennaio 1929, Arnoldo Mondadori Editore, Milan, 1931
- (it) La Milizia delle camicie nere e le sue specialità, A. Mondadori, Milan, 1939 (Edizione aggiornata; I edizione: 1933) ("Panorami di vita fascista", 11)
- (it) Autarchia dell'Africa italiana, Editions de la «Rassegna economica dell'Africa italiana»/Istituto Poligrafico dello Stato, Rome, 1940

### Discours et articles
- (it) La politica fascista in Libia, Naples, 1935 (extrait de «L'Africa italiana. Bollettino della Società Africana d'Italia», 1935)
- (it) Rievocazione di Amedeo di Savoia. Discorso commemorativo pronunziato l'11 marzo 1942-XX dinanzi ai fascisti ed al popolo di Roma nel Teatro Adriano, Ministère de l'Afrique italienne, Rome, 1937
- (it) L'Africa italiana nel secondo anno dell'impero. Discorso alla Camera dei deputati, 18 marzo 1938, Editions de la «Rassegna economica dell'Africa italiana», Rome, 1938
- (it) Il viatico dell'Impero, A. Mondadori, Milan, 1940 (extrait de «Annali dell'Africa italiana», a. III, v. 4. - dicembre 1940; Discorso tenuto alla Giornata degli italiani nel mondo)
- (it) Il trentennale della Libia: 1911-1941, avec d'autres, numéro monographique de «Africa italiana. Pubblicazione mensile dell'Istituto fascista dell'Africa italiana», 1 , a. XX E.F., n. 1 (novembre-décembre-janvier 1941-42), Istituto Fascista dell'Africa Italiana, Rome, 1941

### Avant-propos de
- (it) Egidio Moleti di Sant'Andrea, Dallo Stretto di Gibilterra al Canale di Suez. L'Italia e gli altri nel Mediterraneo e nelle colonie, Tip. Sociale, Lecco, 1928
- (it) Pier Francesco Nistri, Dalla valle dell'Obel agli altipiani dell'Uogherà. Impressioni agrologiche di marcia di un legionario della 1 febbraio, Istituto agricolo coloniale italiano, Florence, 1937
- (it) Egidio Moleti di Sant'Andrea, Mare nostrum. Roma nella storia della civiltà mediterranea, con 21 cartine geografiche di Mario Morandi, E.L.I.C.A., Milan, 1938
- (it) Aldo Marchese, G. M. Giulietti, Italica editoriale, Milan, 1938
- (it) Codice del lavoro dell'Africa italiana. Raccolta delle leggi e dei provvedimenti vigenti, par Raffaele Basile-Giannini et Gennaro E. Pistolese, Ministère de l'Afrique italienne - Bureau des études, Rome, 1938
- (es) Giuseppe Bucciante, Vida de Italo Balbo. Documentario publicado por el Ministerio de cultura popular, Traduction en espagnol de Genaro Godoy Arriaza, Ist. Geogr. De Agostini, Novara, 1941
- (de) Giuseppe Bucciante, Das leben von Italo Balbo. Eine sammlung von zeugnissen veroffentlicht unter der schirmherrschaft des Ministero della cultura popolare, Ist. Geogr. De Agostini, Novara, 1941
- (it) Vincenzo Ambrosio, Tre anni fra i Galla e i Sidama. 1937-1940: lettere di un funzionario coloniale e testimonianze della sua morte sul campo, Angelo Signorelli Editore, Rome, 1942
- (it) Alfonso Aroca, Uau Chebir, l'oasi della redenzione, avec 1 graphique et 29 planches hors texte, Ministère de l'Afrique italienne - Bureau des études, Ed. Alpe (Tip. Alga), Milan, 1942

## Source
- (it) Cet article est partiellement ou en totalité issu de l’article de Wikipédia en italien intitulé « Attilio Teruzzi » (voir la liste des auteurs).